# Ja Rule
Jeffrey Atkins (n. 29 februarie 1976), mai bine cunoscut după numele său de scenă Ja Rule, este un rapper, cântăreț, și actor american ce a semnat cu The Inc. șu Universal Records. Cetățean al cartierului Hollis, Queens, New York, Ja Rule este cunoscut pentru hit-urile majore ca Holla, Holla, Put It On Me, Between Me And You, I'm Real, Livin' It Up, Always On Time, Mesmerize și Wonderful. Acesta a lansat până în prezent 6 albume.

## Viața
Atkins s-a născut în Queens, New York. A fost crescut de către mama sa și de către bunici ca un „Martor al lui Iehova”. La vârsta cinci ani, sora lui a decedat în urma unor complicații respiratorii; lăsându-l singur. Frecventa o școală amestecată, PS 186, dar transferat la o altă școală asemănătoare, datorită numeroaselor lupte în care era implicat.

## Cariera muzicală
Atkins își începe cariera în 1994 cu Cash Money Click. I-a spus lui Curtis Waller de la MTV News că numele său de șcenă este „Ja Rule”, poreclă primită în urma adresării unui prieten de-al lui cu acestă poreclă; alți prieteni îi spuneau și „Ja”. În 1995 avut prima apariție pe șcenă alături de Jay-z și DMX. Albumul de debut Venni Vetti Vecci a fost lansat în 1999. Melodiile includ „Holla Holla” și „It's Murda” cu Jay-Z și DMX. Hit-ul final era Daddy's Little Baby, un duet cu Ronald Isley. Albumul are o estimare a vânzărilor de 5 milioane de copii. Ja Rule s-a întors repede în timpul verii anului 2000 cu un nou hit, Between Me and You alături de Def Soul. Acesta a fost urmat de melodia Rule 3:36 lansată pe 10 octombrie 2000 alături de Put It On Me, I Cry și Fuck You. Rule a debutat pe locul întâi la vânzările de albume, cu 302.000 de copii în prima săptămână, iar apoi cu vânzări de peste 11 milioane de copii în întreaga lume. În vara anului 2001, Rule lansează Livin' It Up, prima melodie de pe albumul Pain is Love, albumul dovedindu-se unul de succes. Au urmat melodiile I'm Real (remix), Always On Time și ultima Down Ass Bitch. Albumul a fost vândut în peste 15 milioane de copii.
Al patrulea album The Last Temptation a fost lansat în 19 noiembrie, 2002. Conține melodiile Thug Lovin și Mesmerize. În prima săptămână au fost vândute 341.000 de copii și 4 milioane de copii pe plan mondial. După acest album a început era „50 Cent & G-Unit”, care vor afecta viitorul și cariera lui Ja Rule.
Blood in my Eye este cel de-al cincelea album a lui Ja Rule lansat de Murder Inc., care s-a redenumit The Inc. la câteva zile după lansarea albumului. A obținut locul întâi în topul albumelor R&B/Hip-Hop. Prin octombrie 2003, Ja Rule s-a întâlnit cu Louis Farrakhan, care a vrut să intervină și să prevină violența dintre 50 Cent și Ja Rule.
Acesta lansează în noiembrie 2004 cel de-al șaselea album denumit R.U.L.E.. Hit-ul lider era Wonderful alături de R-Kelly și Ashanti, urmat de New York interpretat cu Fat Joe și Jadakiss, și Caught Up cu Lloyd și Ashanti. 
Pe 6 decembrie, The Inc. lansează albumul Exodus ce conținea melodiile Exodus (Intro), Me și Exodus (Outro).
Exodus a fost ultimul album de pe contractul cu The Inc.. Nu a vrut să reînnoiască contractul și a semnat cu Universal Records.
Viitorul album și cel de-al șaptelea a lui Ja Rule, The Mirror: Reloaded a fost planificat să fie gata în august 2007. Ziua lansării a fost întârziată, albumul conținând melodii ca Body și Sunset împreună cu The Game. În 2009 a înregistrat și lansat o nouă melodie în două versiuni alături de brazilianca Wanessa Camargo.

## Viața personală
În aprilie 2001, Ja Rule s-a căsătorit cu Aisha Murray; pe care a întâlnit-o la liceu. Au împreună doi fii, Jeffrey Jr. (n. 2000), Jordan (n. 2004) și o fiică Britney (n. 1995).

## Discografie

### Albume
- "Venni Vetti Vecci" (1999)
- "Rule 3:36" (2000)
- "Pain Is Love" (2001)
- "The Last Temptation" (2002)
- "Blood in My Eye" (2003)
- "R.U.L.E." (2004)
- "The Renaissance Project" (2011)
- "Pain Is Love 2" (2011)

## Filmografie
| An   | Titlu                          | Rol                    |
| ---- | ------------------------------ | ---------------------- |
| 2000 | Turn It Up                     | David "Gage" Williams  |
| 2000 | Backstage                      | Himself                |
| 2001 | Crime Partners                 | Hitman                 |
| 2001 | The Fast and the Furious       | Edwin                  |
| 2002 | Half Past Dead                 | Nicolas 'Nick' Frazier |
| 2003 | Scary Movie 3                  | Agent Thompson         |
| 2003 | Pauly Shore Is Dead            | Himself                |
| 2004 | The Cookout                    | Bling Bling            |
| 2004 | Shall We Dance?                | Hip Hop Bar Performer  |
| 2005 | Back in the Day                | Reggie Cooper          |
| 2005 | Assault on Precinct 13         | Smiley                 |
| 2006 | Furnace                        | Terrence Dufresne      |
| 2009 | Don't Fade Away                | Foster                 |
| 2010 | Wrong Side of Town             | Razor                  |
| 2010 | Co2                            |                        |
| 2011 | I'm in Love with a Church Girl | Miles Montego          |
| 2011 | Goat                           | Willie                 |